# Дашкино (озеро)
Дашкино — пресноводное озеро в Туруханском районе Красноярского края, расположено в междуречье рек Таз и Енисей, юго-восточнее озера Налимье. Принадлежит бассейну Енисея.

## Общие сведения
Площадь озера 10 км². Площадь водосборного бассейна — 263 км². Высота над уровнем моря — 55 м. Протяжённость озера 6,6 км, ширина достигает 2,7 км в северо-восточной части.

## Описание
Форма озера вытянута с юго-запада на северо-восток. Береговая линия умеренно изрезана. Острова отсутствуют. Впадает несколько ручьёв, обеспечивая сток из близлежащих небольших озёр. Берега местами заболоченные, холмистые, выделяется холм высотой 119 м у южного берега. Преобладает таёжный ландшафт, берега поросли смешанным лесом (берёза, ель, сосна). На востоке вытекает река Мангутиха, приток Сургутихи.
В 112 км к юго-востоку расположен ближайший населённый пункт, село Верхнеимбатск.